# Адолф IV (Насау-Висбаден-Идщайн)
Адолф IV фон Насау-Висбаден-Идщайн (на немски: Adolf IV von Nassau-Idstein-Wiesbaden; * 1518; † 5 януари 1556, Идщайн) е граф на Насау-Висбаден-Идщайн.

## Произход и наследство
Той е вторият син на граф Филип I фон Насау-Висбаден-Идщайн (1490 – 1558) и съпругата му Адриана де Глимес (1495 – 1524), дъщеря на Жан III де Глимес, господар на Берген оп Зоом (1452 – 1532). Внук е на граф Адолф III фон Насау-Висбаден-Идщайн (1443 – 1511) и графиня Маргарета фон Ханау-Лихтенберг (1463 – 1504).
По-големият му брат Филип II (1516 – 1566) е граф на Насау-Идщайн (1558 – 1566), по-малкият му брат Балтазар (1520 – 1568) е граф на Насау-Идщайн (1566 – 1568).
Адолф IV е предназачен да получи господството Идщайн, но умира на 5 януари 1556 г. в Идщайн преди да поеме наследството. Погребан е в Идщайн.

## Фамилия
Адолф IV се жени на 19 април 1543 г. за Франсуаза (Франциска) Люксембургска-Бриен (* ок. 1475; † 17 юни 1566), наследничка на Руси и Питинген (ок. 1475 – 1566), вдовица на маркграф Бернхард III фон Баден-Баден (1474 – 1536), дъщеря на граф Карл I Люксембургски. Те имат децата:
- Анна Амалия (1544 – 1599)
- Магдалена (1546 – 1604), омъжена на 9 септември 1566 г. за Йоахим фон Мандершайд-Нойербург-Вирнебург († 1582), граф на Мандершайд-Нойербург-Вирнебург (1566 – 1582), господар на Меерфелд-Бетенфелд, губернатор на Люксембург
- Елизабет (* ок. 1548: † умира млада)
- вер. Мария, омъжена за Валериус Бопард